# Italijanska tiskovna agencija

Italijanska tiskovna agencija (italijansko Agenzia Nazionale Stampa Associata, ANSA), je vodeča tiskovna agencija v Italiji ter ena najbolj priznanih na svetu.  
ANSA je neprofitno strokovno združenje, katerega lastniki so šestintrideset italijanskih tiskovnih agencij (odgovorni uredniki le-teh pa člani).

## Zgodovina
Giuseppe Liverani, generalni direktor časopisa Il Popolo, Primo Parrini, generalni direktor časopisa Avanti!, ter Amerigo Terenzi, izvršni direktor časopisa L'Unità, so predlagali ustanovitev nove tiskovne agencije kot zadruge časopisov, ki je ne bi nadzorovala vlada ali zasebne skupine, z namenom, da bi nadomestila delo agencije Stefani (ki je bila tesno povezana s fašističnim režimom Benita Mussolinija in je delovala kot uradni kanal za širjenje njegove propagande), s sedežem v Milanu, da bi lahko zadostila informacijskim potrebam medvojne Italijanske socialne republike.
Njihov predlog je odobrila zavezniška vojaška uprava in ga podprla nekaj mesecev kasneje, z zaprtjem režimske italijanske agencije Notizie Nazioni Unite (NNU).
Nekateri antifašistični časopisi so se takoj pridružili novi agenciji, zato je bil v Rimu na ulici Moretto 15 ustanovljen začasni sedež, neuradno pa so začasno vodstvo zaupali nekdanjemu direktorju NNU Renatu Mieliju. Prva objava agencije ANSA je izšla 15. januarja 1945, v obliki sporočila za javnost in je bila razdeljena v mestu Rimu. Po nekaj tednih se je ANSA preselila v prostore, ki ga je prej zasedala Agencija Stefani, na ulici Via di Propaganda.

## Organiziranost
ANSA je 36 člansko združenje glavnih italijanskih časopisnih založb, katere namen je zbiranje in posredovanje informacij o glavnih dogodkih v Italiji in po svetu. V ta namen ima ANSA 22 dopisništev v Italiji in 81 izpostav v 78 drugih državah. Sedež ima v Rimu, sedaj na ulici Via della Dataria 94. Agencija ANSA dnevno posreduje več kot 3500 novic in več kot 1500 fotografij italijanskim medijem, nacionalnim institucijam, lokalnim in mednarodnim trgovinskim združenjem, političnim strankam in sindikatom. Novice ANSA posreduje na nacionalni, lokalni in panožni ravni. Poleg novic v italijanščini ANSA svoje novice prenaša tudi v angleščini, španščini, nemščini, portugalščini in arabščini. Leta 1996 je bila ANSA prva agencija v Italiji, ki je širila novice prek SMS-a.

### Odgovorni uredniki
ANSA je bila ustanovljena 15. januarja 1945, sedež ima v Rimu.

Odgovorni uredniki:
- Edgardo Longoni (1945–1947)
- Leonardo Azzarita (1947–1952)
- Angelo Magliano (1952–1958)
- Vittorino Arcangeli (1958–1961)
- Sergio Lepri (1961–1990)
- Bruno Caselli (1990–1997)
- Giulio Anselmi (1997–1999)
- Pierluigi Magnaschi (1999–2006)
- Giampiero Gramaglia (2006–2009)
- Luigi Contu (2009–danes)

## Pridruženi člani
Časopisi, katerih odgovorni uredniki so člani ANSE:
- L'Adige
- Alto Adige
- L'Arena
- Avvenire
- Bresciaoggi
- Il Centro
- Corriere della Sera
- Corriere dello Sport
- Il Corriere Mercantile
- L'Eco di Bergamo
- La Gazzetta del Mezzogiorno
- Gazzetta del Sud
- La Gazzetta dello Sport
- Gazzetta di Mantova
- Nuova Gazzetta di Modena
- La Nuova Ferrara
- Gazzetta di Parma
- Gazzetta di Reggio
- Il Gazzettino
- Il Giornale
- Giornale di Brescia
- Giornale di Sicilia
- Il Giornale di Vicenza
- Il Giorno
- Libertà
- Il Mattino
- Il Mattino di Padova
- Il Messaggero
- Messaggero Veneto
- La Nazione
- Il Piccolo
- La Prealpina
- La Provincia
- La Provincia di Cremona
- La Provincia Pavese
- Il Resto del Carlino
- La Sicilia
- Il Secolo XIX
- Il Sole 24 Ore
- La Stampa
- Il Tempo
- Il Tirreno
- Trentino
- La Tribuna di Treviso
- la Repubblica
- La Nuova Sardegna
- L'Unione Sarda
- L'Unità
- La Nuova Venezia

## Mednarodna članstva
ANSA je članica EANE (European Alliance of News Agencies) - združenja evropskih tiskovnih agencij, MINDS International - mreže tiskovnih agencij, ki se osredotočajo na digitalne inovacije v medijih, AMAN (Alliance of Mediterranean News Agencies - združenja tiskovnih agencij mediteranskih držav, v OANA (Organisation of Asia-Pacific News Agencies) ima status opazovalke, ter je članica WAN-IFRA (World Association of Newspaper and News Publishers) - globalne organizacije glede svobode tiska, novinarske etike in tehnološkega razvoja.